# Perpetuum mobile (Pärt)
Pour les articles homonymes, voir Perpetuum mobile.
Perpetuum mobile opus 10 est une œuvre pour orchestre écrite par Arvo Pärt, compositeur estonien associé au mouvement de musique minimaliste.

## Historique
Composée en 1963, la première exécution publique de l'œuvre a lieu la même année à Tallinn par l'Orchestre symphonique de la Radio estonienne sous la direction de Neeme Järvi.
Perpetuum mobile est dédié à Luigi Nono.

## Structure
En un seul mouvement d'une durée d'environ 5 minutes.

## Discographie
Discographie non exhaustive.
- Sur le disque Early Works, par l'Orchestre symphonique de Bamberg dirigé par Neeme Järvi, chez BIS Records (1989)
- Sur le disque Pro et contra, par l'Orchestre symphonique national estonien dirigé par Paavo Järvi, chez Virgin Classics (2004)